# Rictaxiella choshiensis
Rictaxiella choshiensis is een slakkensoort uit de familie van de Aplustridae. De wetenschappelijke naam van de soort is voor het eerst geldig gepubliceerd in 1958 door Habe.